# Turbinregulator

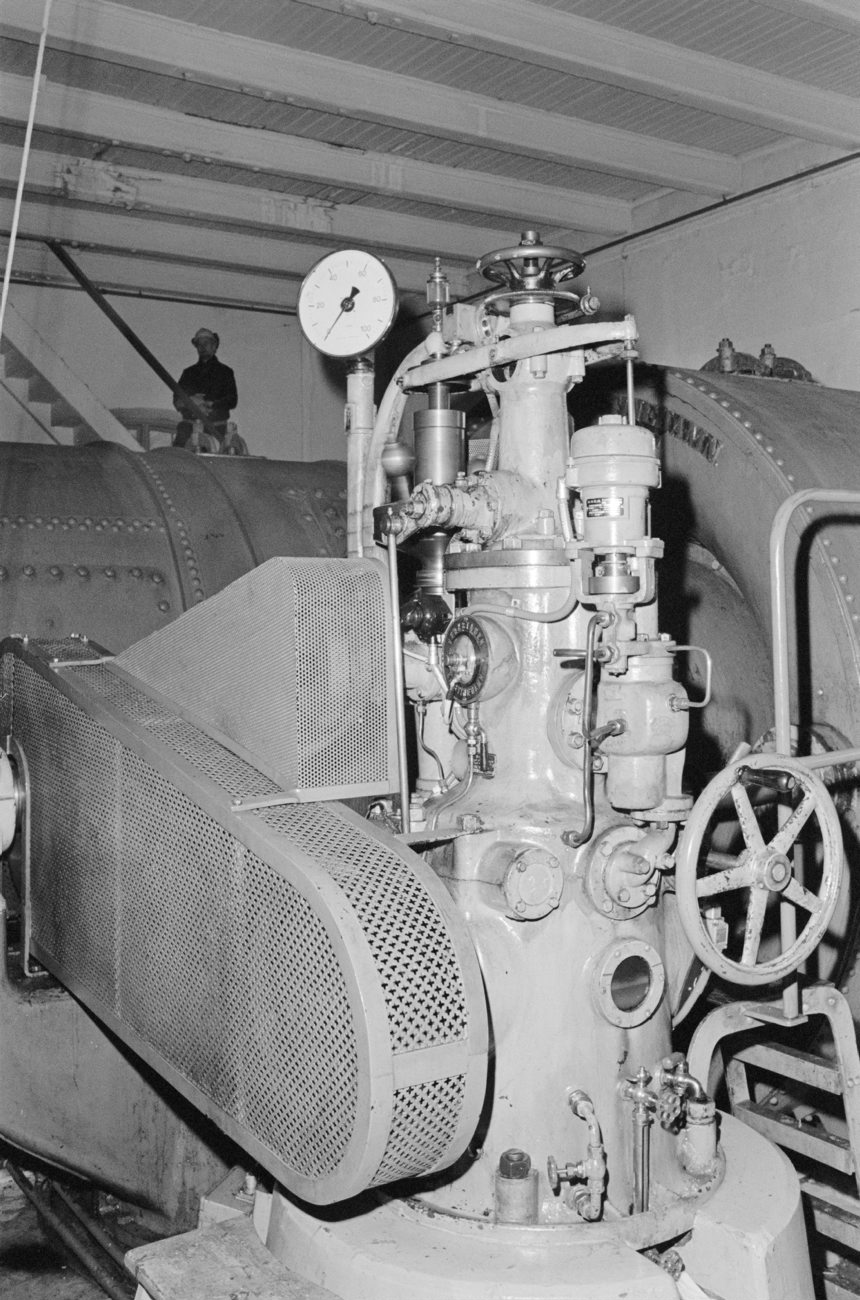
Turbinregulator tillverkad av Verkstaden Kristinehamn, i vattenkraftverk.

En turbinregulator är en mekanisk anordning som är till för att hålla varvtalet hos en turbin konstant vid varierande belastning. 
Turbinregulatorn var en viktig innovation för att växelströmsgeneratorerna vid vattenkraftverk skulle arbeta synkront även då belastningen i elnätet varierade. Eftersom turbinen i ett vattenkraftverk kräver förhållandevis stora krafter för att ställas in har turbinregulatorn en hydraulisk servomotor. En föregångare till turbinregulatorn var centrifugalregulatorn, som mekaniskt reglerade ångtillförseln i ångmaskinen för att ge den en jämn hastighet vid olika belastning. 

## Historik
Felix Lincke (1840-1917) som var professor i mekanik vid tekniska universitetet i Darmstadt påvisade 1879 nödvändigheten av mekanismer för återkoppling i tekniska system. Denna teori var viktig för utvecklingen att styra turbiner genom att återkoppla generatorns varvtal till turbinen. Tekniken fick sitt genomslag först från sekelskiftet 1900 och framåt, när vattenkraften byggdes ut med stora kraftverksstationer. Vid mitten av 1900-talets första decennium var Verkstaden Kristinehamn den största turbinverkstaden i Skandinavien och levererade turbiner och regulatorer till utbyggnaden av vattenkraft i till exempel Trollhättan, Älvkarleby kraftverk och Untraverket.